# Gozdawa (gromada)
Gozdawa – dawna gromada, czyli najmniejsza jednostka podziału terytorialnego Polskiej Rzeczypospolitej Ludowej w latach 1954–1972.
Gromady, z gromadzkimi radami narodowymi (GRN) jako organami władzy najniższego stopnia na wsi, funkcjonowały od reformy reorganizującej administrację wiejską przeprowadzonej jesienią 1954 do momentu ich zniesienia z dniem 1 stycznia 1973, tym samym wypierając organizację gminną w latach 1954–1972.
Gromadę Gozdawa siedzibą GRN w Gozdawie utworzono – jako jedną z 8759 gromad na obszarze Polski – w powiecie iłżeckim w woj. kieleckim, na mocy uchwały nr 13k/54 WRN w Kielcach z dnia 29 września 1954. W skład jednostki weszły obszary dotychczasowych gromad Gozdawa, Janów i Bronisławów oraz kolonia Wierzchowiska z dotychczasowej gromady Zofiówka ze zniesionej gminy Krępa Kościelna, a także obszar dotychczasowej gromady Kadłubek ze zniesionej gminy Sienno i obszar dotychczasowej gromady Ludwików ze zniesionej gminy Lipsko w tymże powiecie. Dla gromady ustalono 13 członków gromadzkiej rady narodowej.
1 stycznia 1956 gromada weszła w skład nowo utworzonego powiatu lipskiego w tymże województwie.
Gromadę zniesiono 31 grudnia 1959, a jej obszar włączono do gromad Sienno (wieś Kadłubek), Krępa Kościelna (wsie Gozdawa, Bronisławów i Ludwików) i Jawór (wieś Janów i kolonię Wierzchowiska).